# Pete Olson

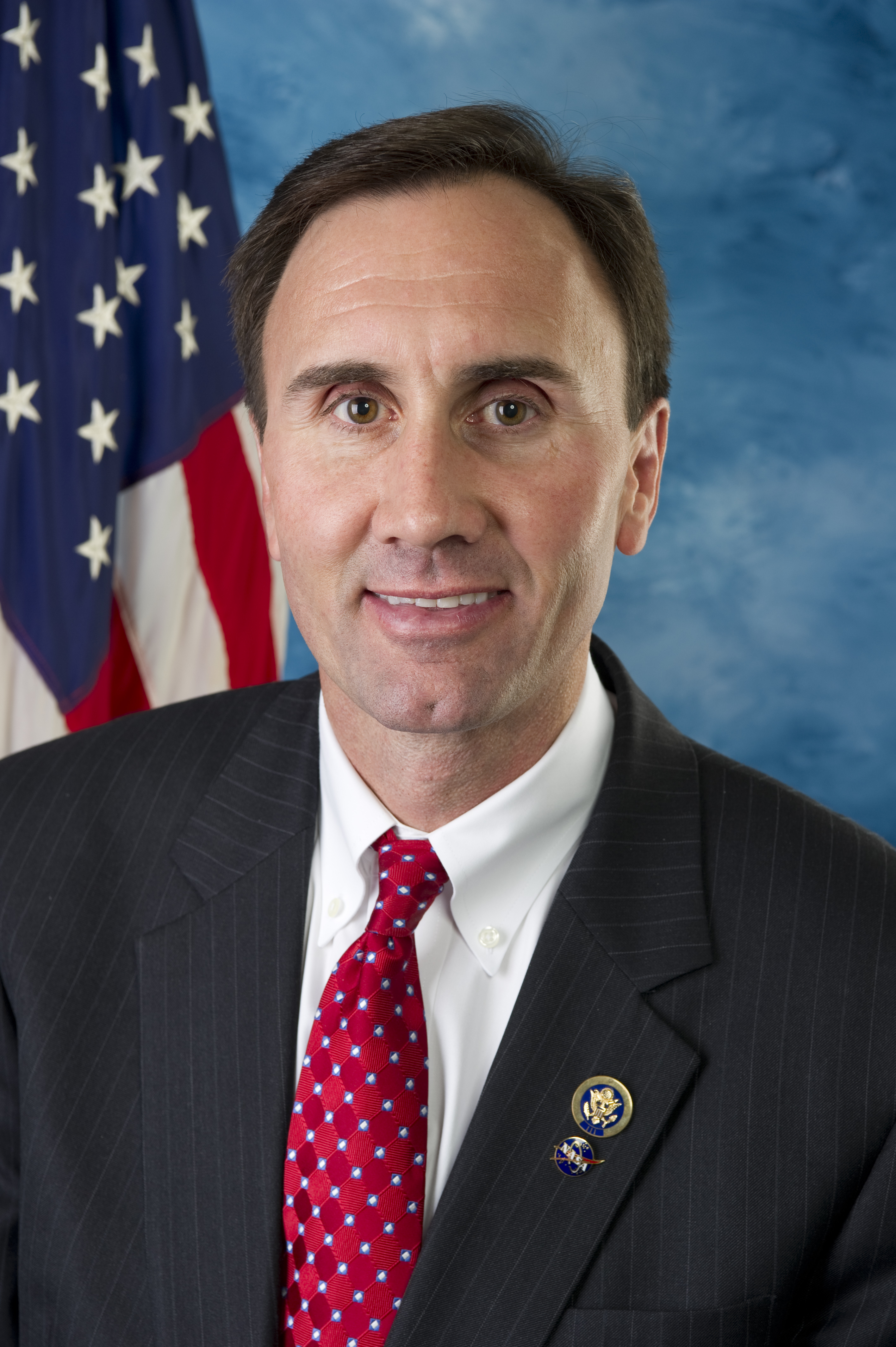
Pete Olson

Peter Graham „Pete“ Olson (* 9. Dezember 1962 in Fort Lewis, Washington) ist ein US-amerikanischer Politiker der Republikanischen Partei. Seit 2009 vertritt er den 22. Kongresswahlbezirk von Texas im Repräsentantenhaus der Vereinigten Staaten.

## Familie, Ausbildung und Beruf
Pete Olson besuchte die Clear Lake High School in Houston und studierte danach bis 1985 an der dortigen Rice University. Daran schloss sich bis 1988 ein Jurastudium an der University of Texas in Austin an. Zwischen 1988 und 1997 diente Olson in der United States Navy, deren Reserve er bis heute angehört. Im Golfkrieg war er als Pilot eingesetzt.
Olson ist verheiratet und hat zwei Kinder. Mit seiner Familie lebt er privat in Sugar Land.

## Politische Laufbahn
Von 1998 bis 2002 arbeitete er im Stab von US-Senator Phil Gramm und danach für Senator John Cornyn.
Bei der Wahl 2008 wurde Olson im 22. Kongresswahlbezirk von Texas in das US-Repräsentantenhaus in Washington, D.C. gewählt, wo er am 3. Januar 2009 die Nachfolge von Nick Lampson antrat. Er ist bzw. war Mitglied im Ausschuss für Energie und Handel sowie in zwei Unterausschüssen. Außerdem gehört er mehreren Congressional Caucuses an.
Bei allen Folgewahlen wurde er bestätigt, bei der Halbzeitwahl von Donald Trumps Präsidentschaft im November 2018 setzte er sich allerdings nur knapp mit fünf Prozentpunkten Vorsprung gegen den Demokraten Sri Kulkarni durch. Im Juli 2019 gab Olson bekannt, bei der kommenden Wahl 2020 nicht wieder anzutreten, sondern sich aus der Politik zurückzuziehen.
Der Sitz gilt als eine der besten Zugewinnmöglichkeiten für die Demokraten, bei denen unter anderem Kulkarni wieder kandidiert. Die frühere Hochburg der Republikaner, die südliche Vorstädte Houstons umfasst, wurde demographisch zunehmend diverser und damit kompetitiv. Olson hatte 2016 noch mit 19 Prozentpunkten Vorsprung gewonnen, während Donald Trump bei der zeitgleichen Präsidentschaftswahl den Bezirk mit acht Prozentpunkten Vorsprung gewann; bei der Präsidentschaftswahl 2012 hatte Mitt Romney noch einen Vorsprung von 25 Prozentpunkten gehabt.

## Positionen
Olson sprach sich für den Bau der Pipeline Keystone XL aus und setzte sich stark für das Johnson Space Center der NASA ein.

## Belege
1. ↑  Abby Livingston: U.S. Rep. Pete Olson announces he won’t seek reelection. In: The Texas Tribune, 25. Juli 2019.
2. ↑  Maggie Astor: A Texas Congressional Seat Just Got Very Competitive. In: The New York Times, 26. Juli 2019.
3. ↑  Abby Livingston: U.S. Rep. Pete Olson announces he won’t seek reelection. In: The Texas Tribune, 25. Juli 2019.

| Personendaten    | Personendaten                                        |
| ---------------- | ---------------------------------------------------- |
| NAME             | Olson, Pete                                          |
| ALTERNATIVNAMEN  | Olson, Peter Graham (vollständiger Name)             |
| KURZBESCHREIBUNG | US-amerikanischer Politiker (Republikanische Partei) |
| GEBURTSDATUM     | 9. Dezember 1962                                     |
| GEBURTSORT       | Fort Lewis, Washington                               |